# Dismorphia lewyi
Dismorphia lewyi is een vlindersoort uit de familie van de Pieridae (witjes), onderfamilie Dismorphiinae.
Dismorphia lewyi werd in 1852 beschreven door Lucas.